# Kontaíïka
Kontaíïka (Kontaiika) är en ort i Grekland.   Den ligger i prefekturen Nomós Sámou och regionen Nordegeiska öarna, i den östra delen av landet, 270 km öster om huvudstaden Aten. Kontaíïka ligger 384 meter över havet och antalet invånare är 350. Den ligger på ön Samos.
Terrängen runt Kontaíïka är kuperad söderut, men norrut är den bergig. Terrängen runt Kontaíïka sluttar västerut. Runt Kontaíïka är det ganska tätbefolkat, med 65 invånare per kvadratkilometer. Närmaste större samhälle är Néon Karlovásion, 5,0 km nordväst om Kontaíïka. 